# أصدقاء (الموسم 10)
عُرِض الموسم العاشر من مسلسل فريندز وهو مسلسل كوميديا الموقف أمريكي من تأليف كل من ديفيد كرين ومارتا كوفمان على قناة إن بي سي في 25 سبتمبر 2003. ٱنتج المسلسل بواسطة شركة برايت/كوفمان/كرين برودكشنز بالاشتراك مع تلفزيون وارنر برذرز. يحتوي الموسم على 17 حلقة (مع جعل آخر حلقتين كحلقة واحدة طويلة) واختتم بثه في 6 مايو 2004.

## لمحة عامة
يُنْهي الموسم العاشر العديد من خطوط القصة الطويلة الأمد. يحاول جوي ورايتشل التعامل مع مشاعر روس بشأن علاقتهما وبعد محاولات كارثية لإنجاح علاقتهما. يقرر الاثنان أنه من الأفضل أن يبقيا أصدقاء فقط. تنفصل تشارلي عن روس لتعود مع صديقها السابق. يدير جوي في منتصف الموسم حفل زفاف فيبي ومايك خارج مقهى سنترال بيرك بعد أن شلت عاصفة ثلجية المدينة ومنعهتم والضيوف من الوصول إلى مكان الزفاف. ٱختير مونيكا وتشاندلر من قبل امرأة حامل تدعى إيريكا (آنا فاريس) لتبني طفلها. يستعد مونيكا وتشاندلر بعد ذلك للانتقال إلى منزل في الضواحي لتربية أسرتهما مما يحزن الجميع وخاصة جوي. أنجبت إيريكا توأمين شقيقين في نهاية المسلسل مما أثار دهشة مونيكا وتشاندلر. طُردت رايتشل من رالف لورين بعد أن سمع رئيسها في العمل بأنها تجري مقابلة للحصول على وظيفة في غوتشي. قابلت رايتشل مارك زميلها السابق في بلومينغديل وعرض عليها وظيفة جديدة في لوي فيتون في باريس. يحاول روس معتقدا أن رايتشل تريد البقاء رشوة رئيسها في العمل السابق لإعادة توظيفها إلى أن يدرك أن رايتشل تريد الذهاب إلى باريس. عندما تودع رايتشل باكية الجميع باستثناء روس قي حفل سفرها، يواجهها روس غاضبًا وينتهي بهما الأمر بالنوم معًا. تغادر رايتشل ويتبعها روس إلى المطار بعد إدراكه لمدى حبه لها. تقول رايتشل إنها مضطرة للذهاب إلى باريس. تتصل رايتشل قبل إقلاع الطائرة بهاتف منزل روس وتترك بريدًا صوتيًا تعتذر فيه عن الطريقة التي انتهت بها علاقتهما. وتدرك أثناء التحدث أنها تحبه أيضًا وتنزل من الطائرة في اللحظة الأخيرة. ينتهي المسلسل مع جميع الأصدقاء بالإضافة إلى أطفال مونيكا وتشاندلر الجدد وهم يتركون الشقة الفارغة معًا لتناول فنجان قهوة نهائي في سنترال بيرك. ينتهي العرض أولاً بلقطة لمفاتيح الجميع لشقة مونيكا وتشاندلر على سطح المنضدة، ثم ينتقل إلى لقطة من باب الشقة الأرجواني.

## الاستقبال
صنف موقع «كولايدر» الموسم في المرتبة السادسة على ترتيب أفضل مواسم مسلسل فريندز العشرة. كانت حلقة «الواحدة الأخيرة» الحلقة المتميزة في الموسم وفقًا لهم.
شاهد 52.5 مليون مشاهد في الولايات المتحدة الحلقة الأخيرة في 6 مايو 2004، مما جعلها رابع أكثر حلقة أخيرة لمسلسل مشاهدة في تاريخ التلفزيون. على الرغم من أنها ليست الحلقة الأكثر مشاهدة من المسلسل،